# Коробковка (хутор)
Коробковка — упразднённый хутор, существовавший на территории Партизанского района Приморского края России.

## География
Точное место нахождения хутора не известно. Возможно, хутор располагался на реке Коробковка, левом нижнем притоке Литовки.

## История
В 1912 году в числе рыбацких переселенческих участков появилась «Коробковка». Согласно «списку по участку Синькох зачисленных долей проживающих и не проживающих, 1918-го 19 декабря за № 94», Герасим Михайлов Шевцов, Артём Антонович Шевцов и Андрей Васильевич Федотов имели 3, 2 и 2 доли соответственно, «1912 перешли на хутор Коробковку». 
По переписи 1915 года Коробковка относилась к Ново-Литовской волости Ольгинского уезда. 

## Население
| 26 | ↗ 159 | ↘ 34 |

В 1915 году проживали проживало 26 русских. По ведомости о числе корейцев и китайцев по Новолитовской волости за 1915 год на хуторе проживало 24 корейца. 
В 1917 году на хуторе Коробковка находилось 29 хозяйств. В 1923 году в Коробковке проживало 159 человек. 
По переписи 1926 года хутор входил в Восточный сельский совет Сучанского района, в 51 км от Сучана, в нём находилось 5 хозяйств, в том числе 4 русских хозяйства, проживало 34 человека.

## Инфраструктура
Было личное подсобное хозяйство.